# Bellewaerde Aquapark
Bellewaerde Aquapark est un parc aquatique belge dont l'ouverture a lieu le 1er juillet 2019 sur le parking de Bellewaerde.

## Histoire

### Construction
La construction débute en 2018 pour un coût de dix-sept millions d'euros ; un coût comparable à celui de Plopsaqua De Panne ouvert à côté de Plopsaland De Panne quatre ans plus tôt pour seize millions d'euros. Bellewaerde Aquapark a été construit sur le parking principal du parc. Il est situé à Zillebeke, section de la commune d'Ypres.

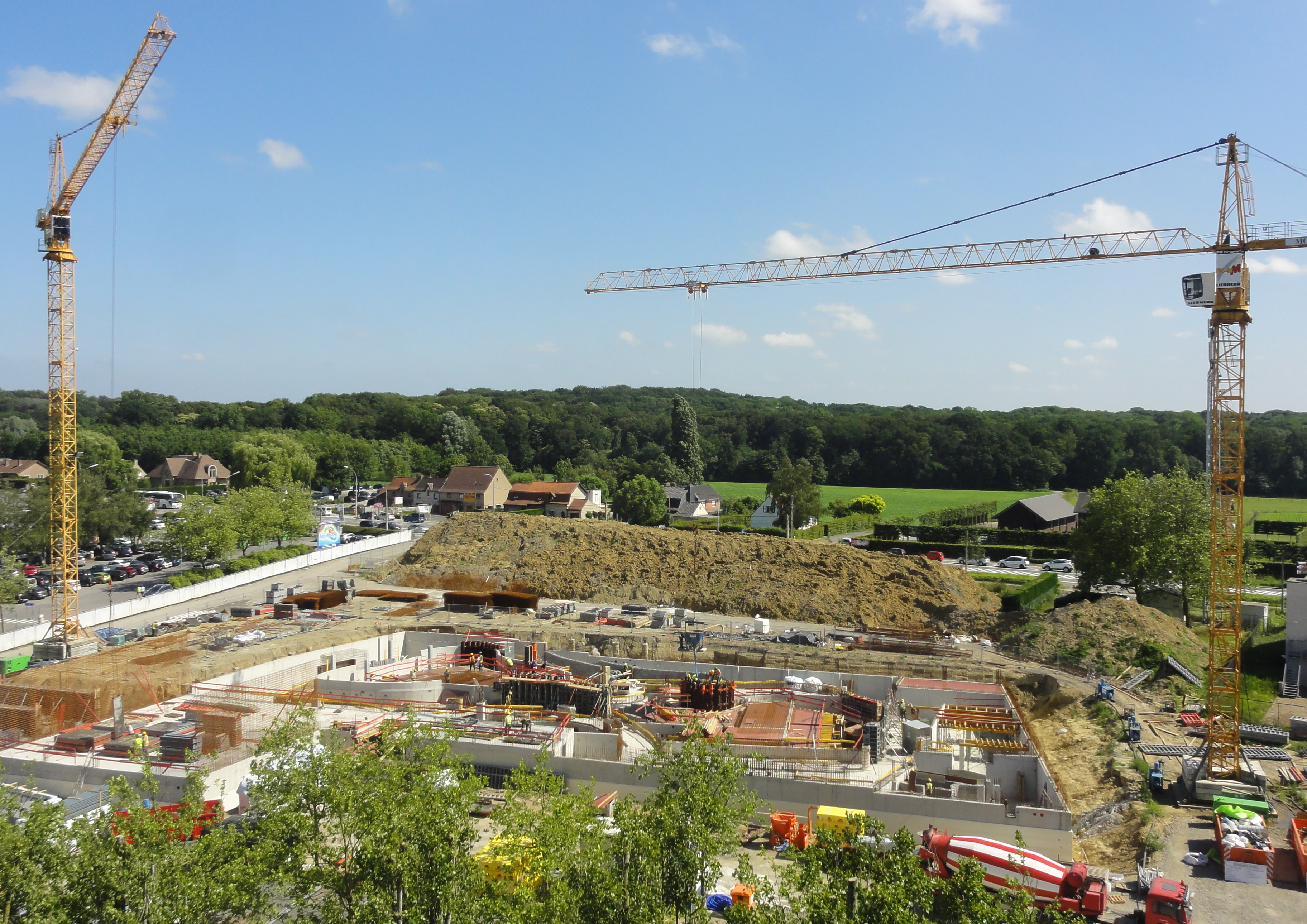
La construction en juin 2018.
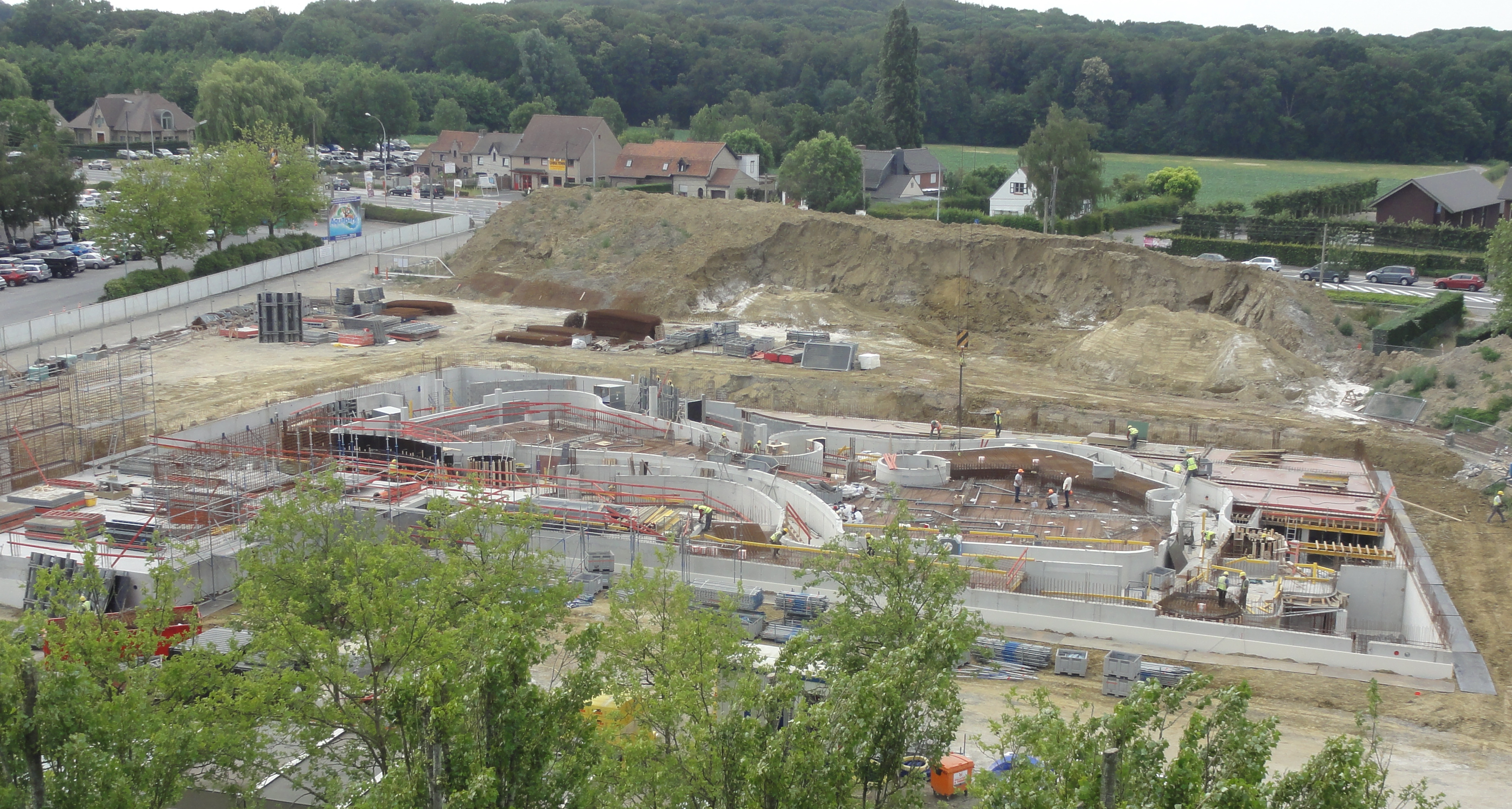
La construction en juillet 2018.
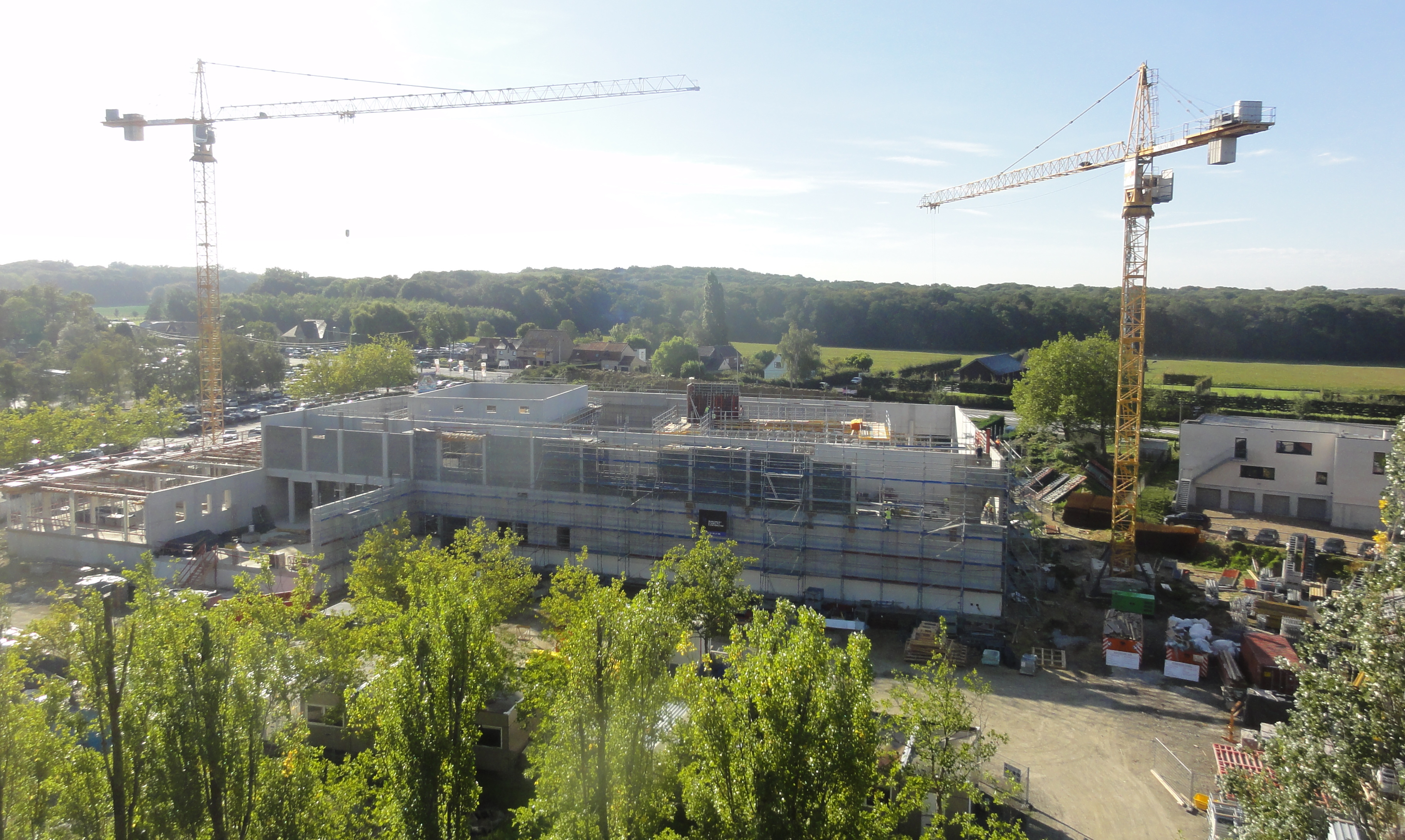
L'élévation mi-septembre 2018.

### Ouverture
Le parc aquatique est ouvert au public le 1er juillet 2019, neuf mois après la fermeture de l'Océade. Il s'étend sur 3 000 m2 et comporte alors sept toboggans aquatiques : 
- Maxi Splash, implanté contre le mur ouest ;
- Arc-en-ciel, construit autour du fortin par l'entreprise Polin ;
- celui de l'aire de jeux Junior Explorer, prenant place dans un galion ;
- celui de l'aire de jeux des plus petits, Bambino Beach, comportant deux pistes, et le tout petit toboggan sis juste à côté ;
- les deux toboggans Splash Clash, symétriques, à descendre dans des bouées de deux places, ils sont hauts de douze mètres et longs de cent-cinq mètres ;
- Aquaventure, haut de douze mètres, long de cent-dix-sept mètres et d'un diamètre de 2,70 mètres[1], à descendre dans des bouées de quatre places. Un convoyeur permet de remonter les bouées. Ces trois toboggans principaux ont été bâtis par l'entreprise allemande Wiegand.

À titre de comparaison, lorsqu'Aqualibi a ouvert ses portes le 6 juillet 1987, il comportait alors quatre toboggans dont un pour enfants. D'autres toboggans avaient été ajouté en 1990. Pour Bellewaerde Aquapark, le choix a été de ne pas construite de piscine à vagues dès l'origine. À la place a été mise en place une lazy river qui fait le tour du parc. On dénombre également un mur d'escalade, deux jacuzzis, un sauna et des aires de jeux.
Les eaux sont traitées dans la station d'épuration de Bellewaerde.

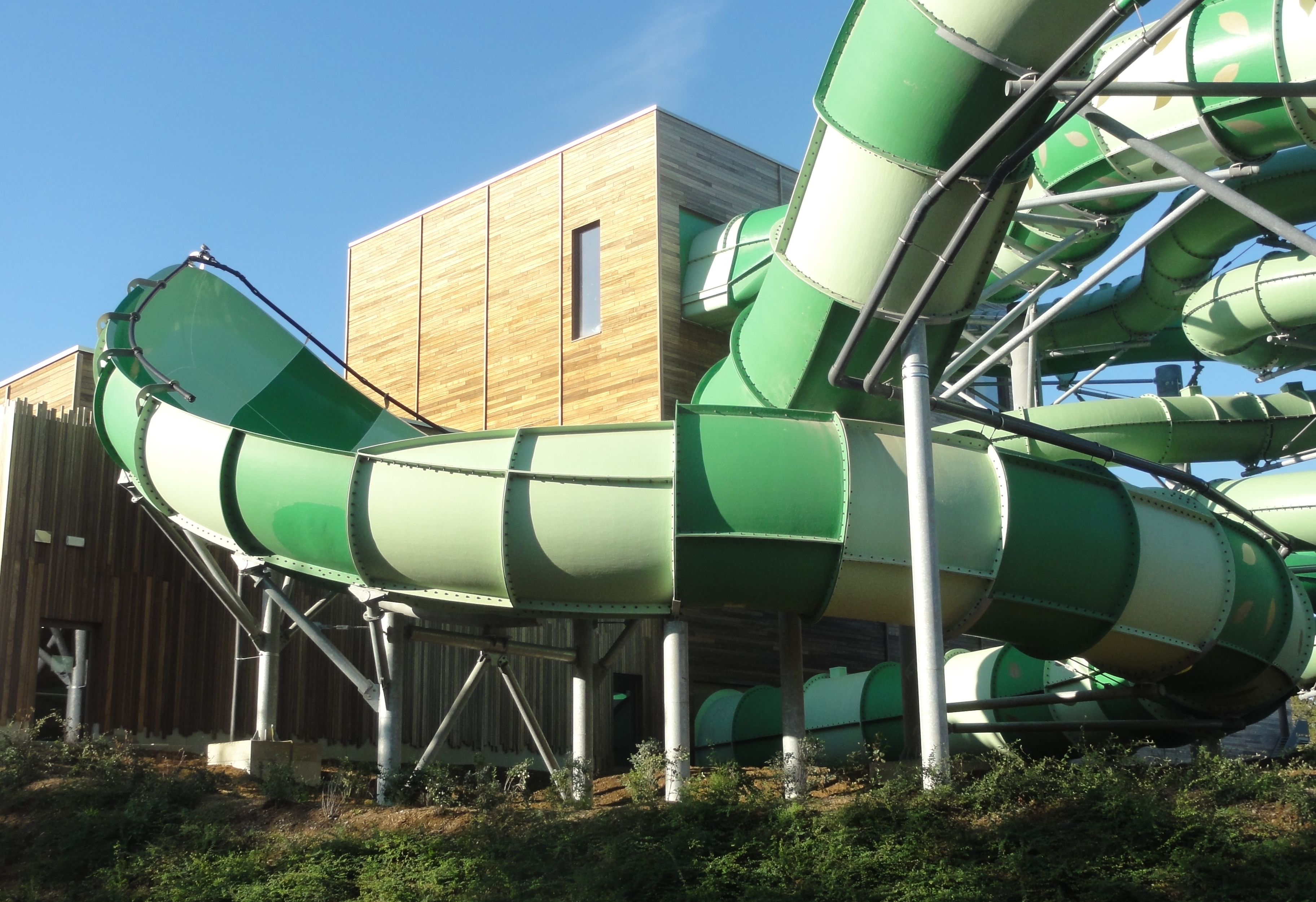
Aquaventure et sa « feuille ».
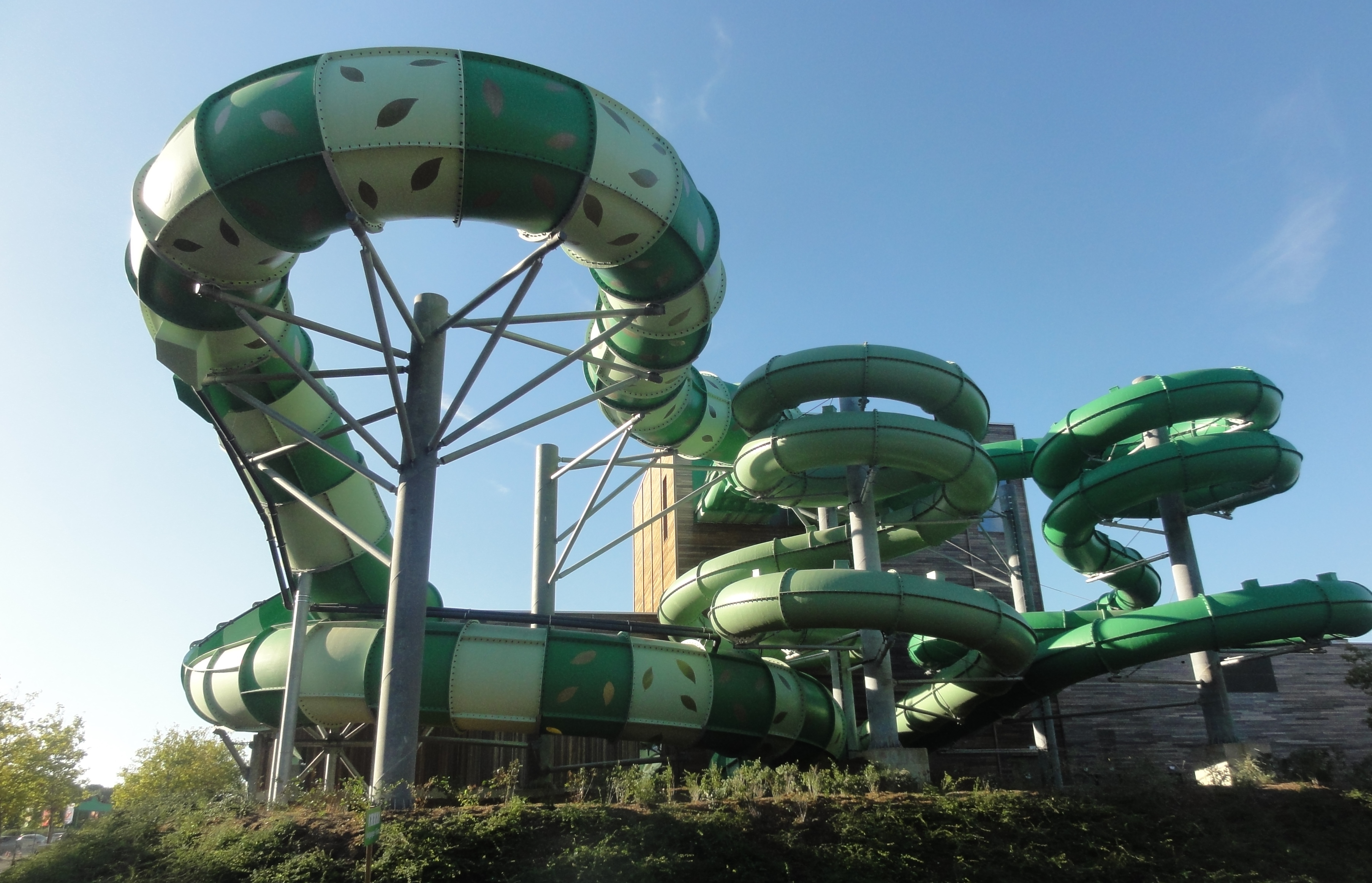
Aquaventure et les deux Splash Clash.
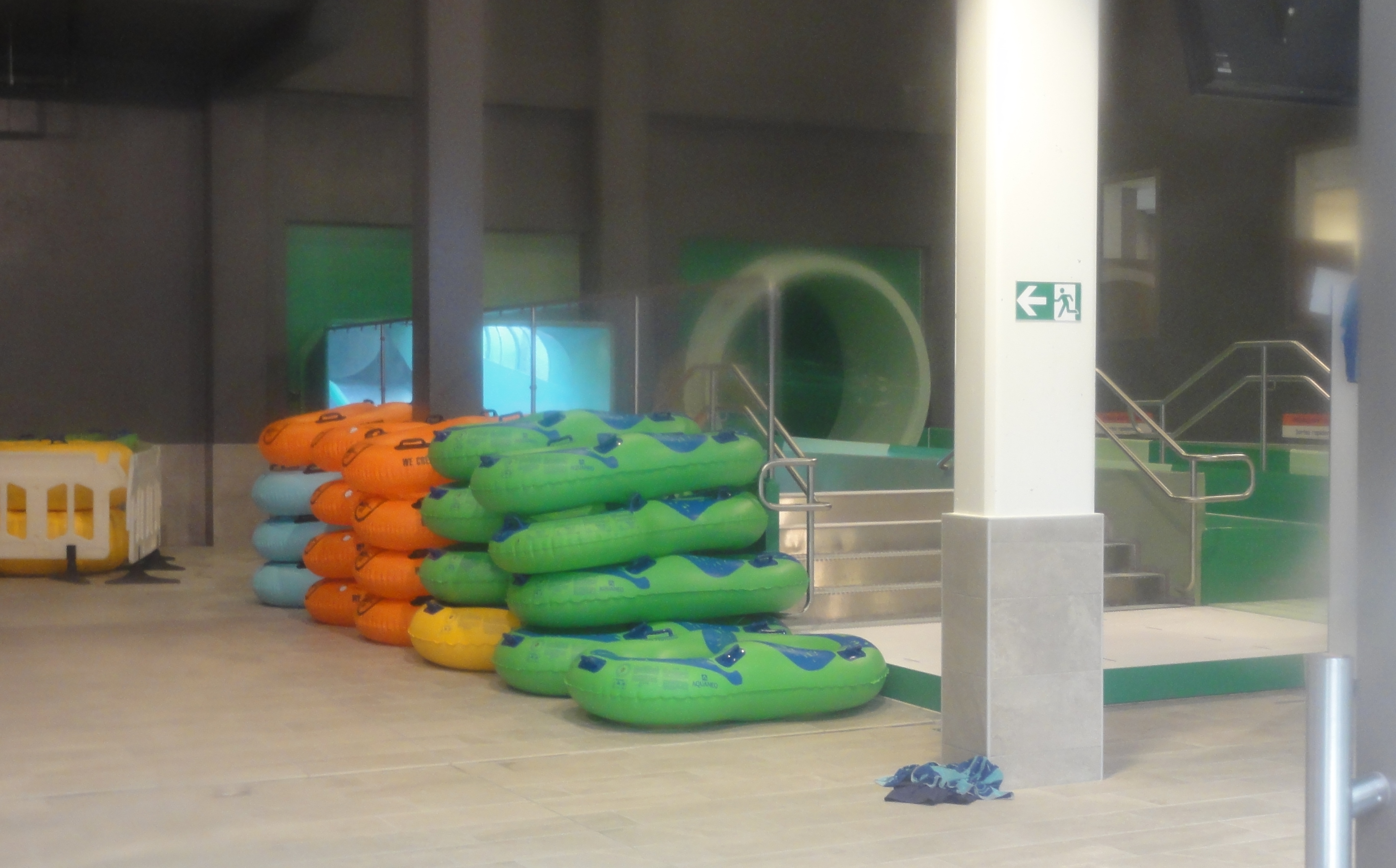
La zone de réception des deux toboggans principaux.
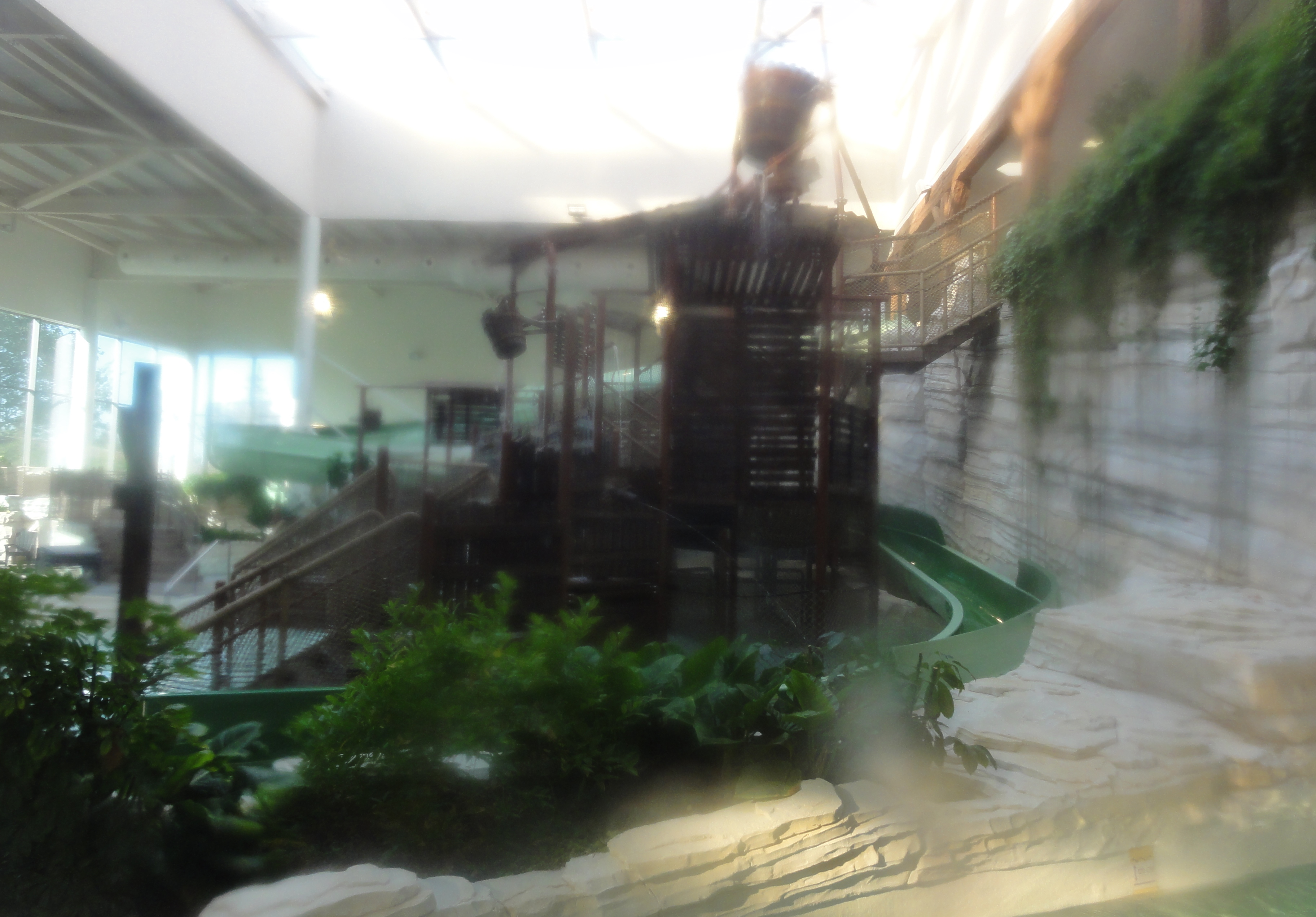
Le fort et le toboggan Arc-en-ciel.
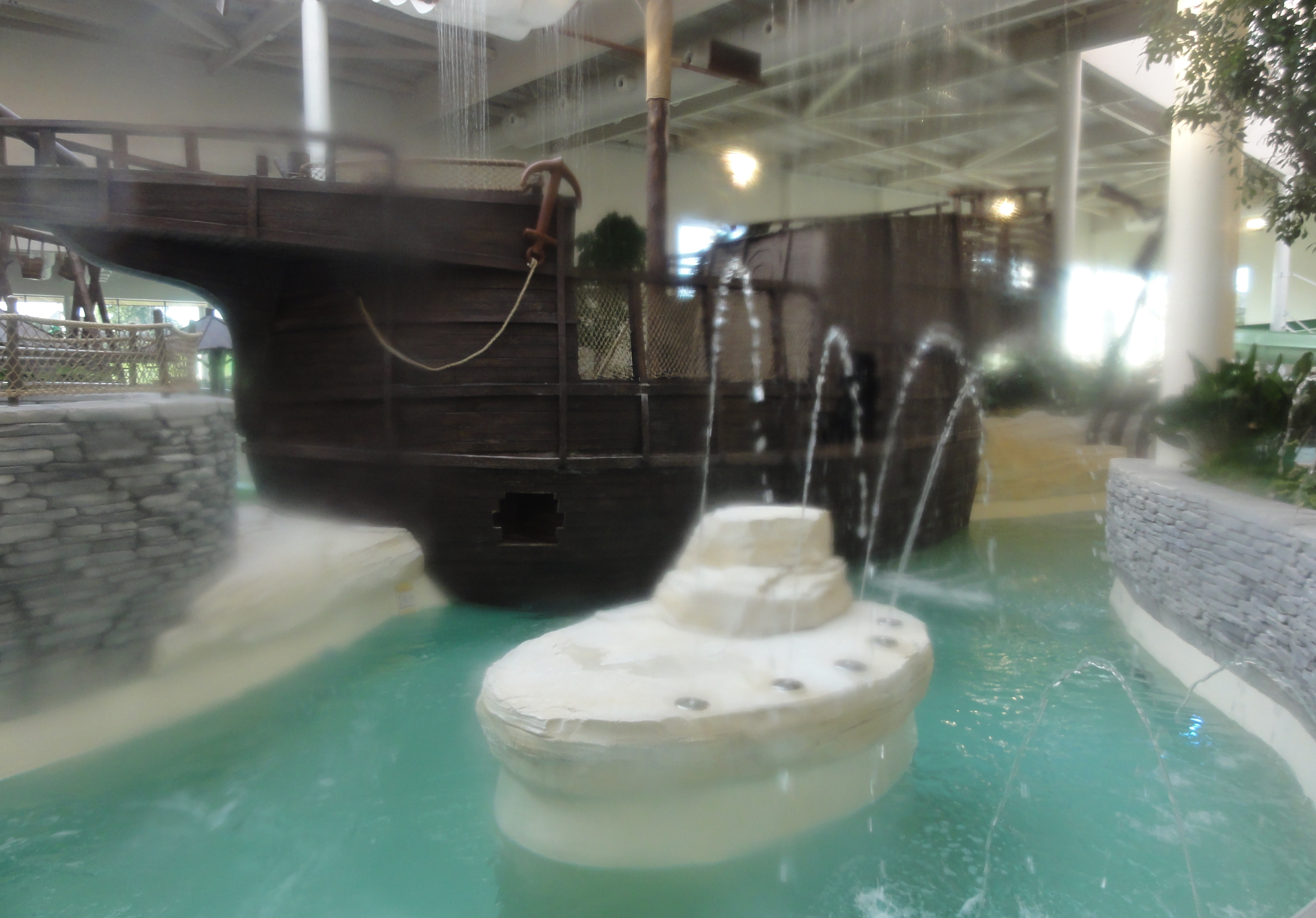
Le galion contenant un toboggan.
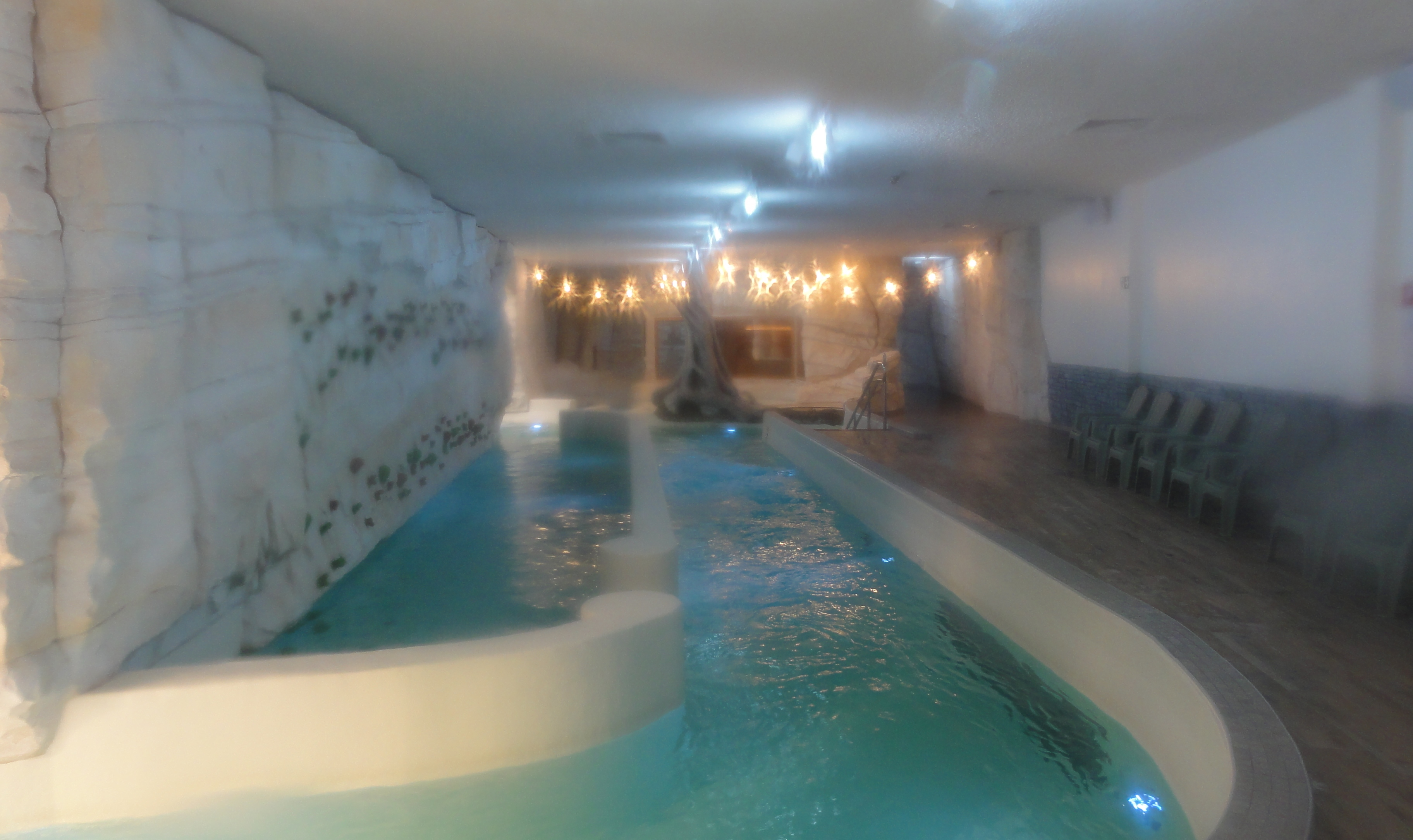
Le mur d'escalade et, au fond, le sauna.
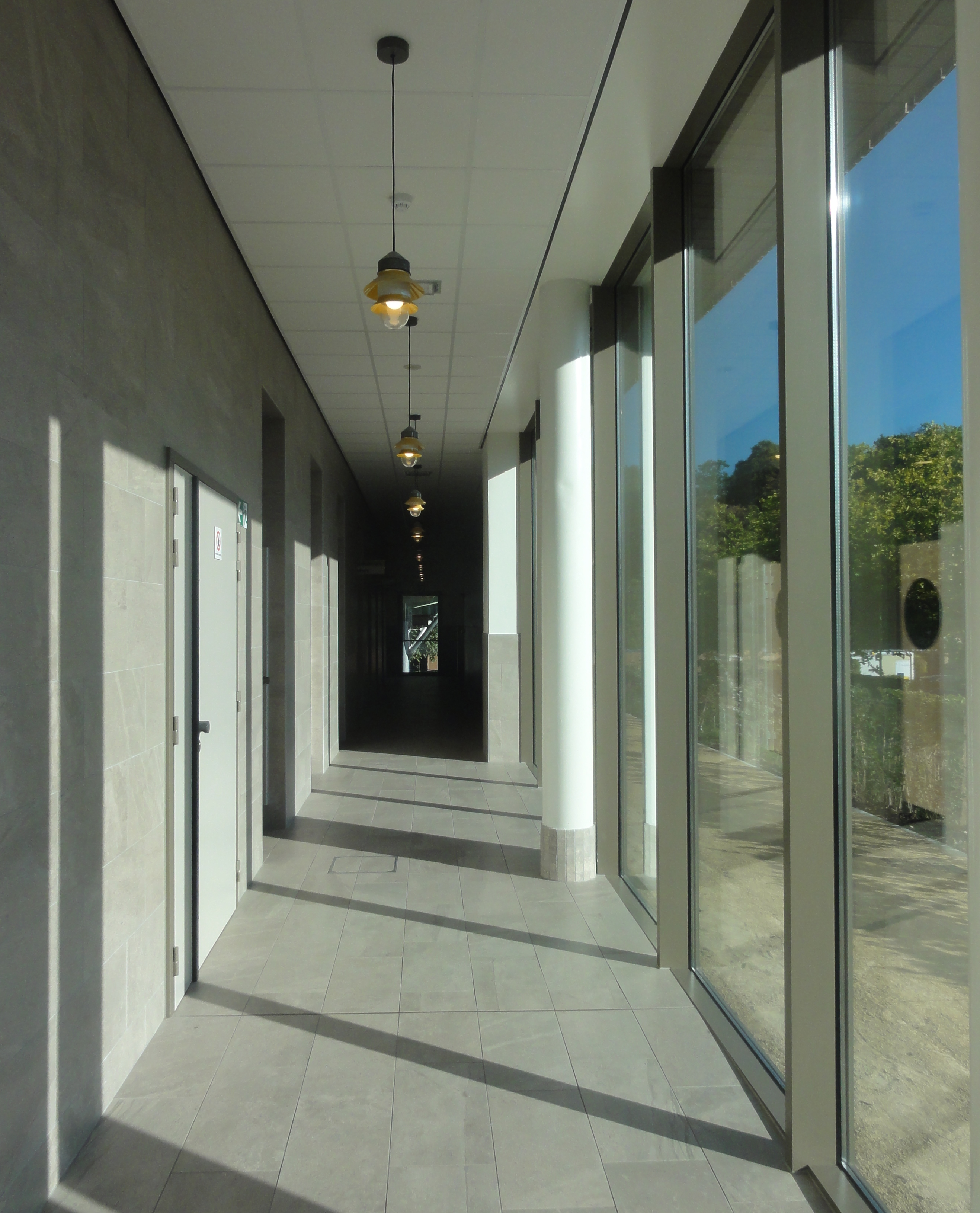
L'accès vers les vestiaires.
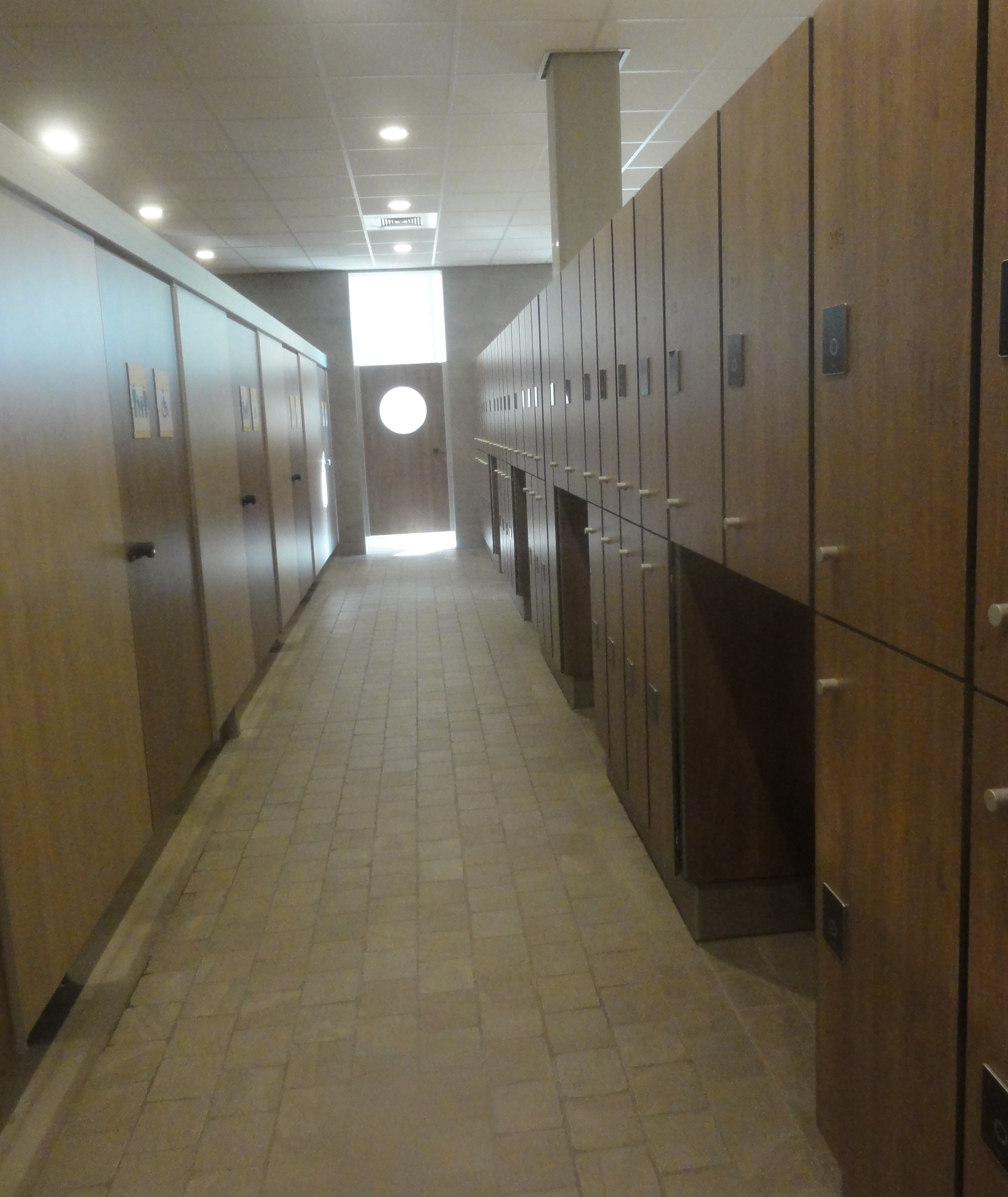
Les vestiaires.
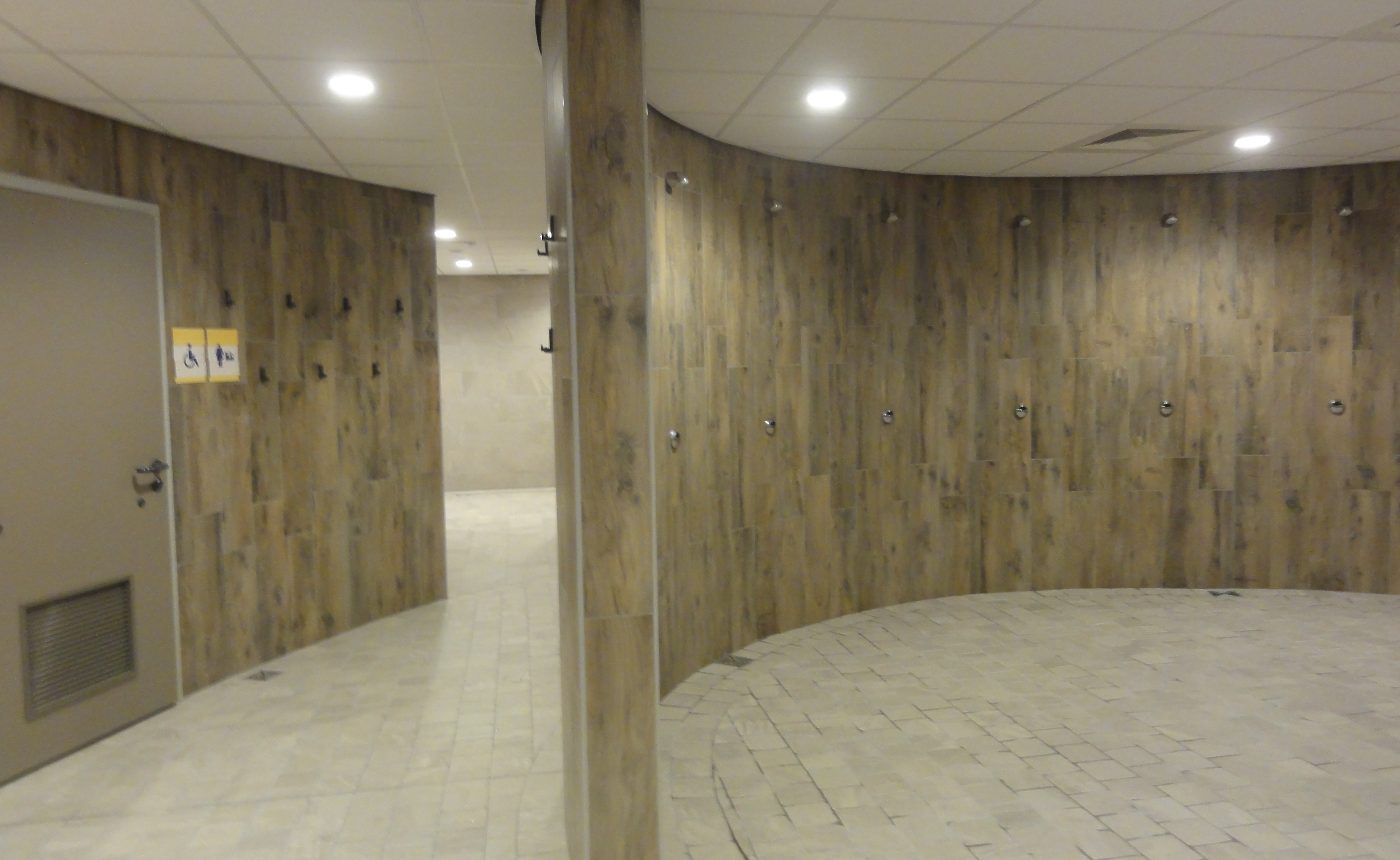
Les douches.

## Projets d'extension

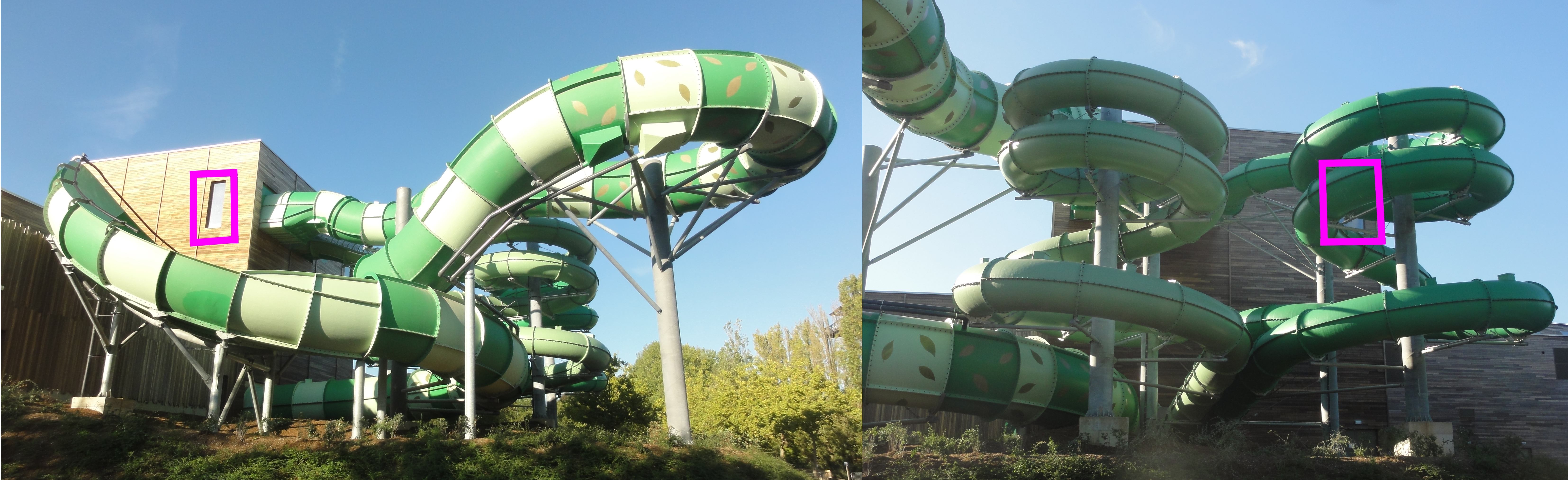
Les ouvertures déjà effectuées.

Bien qu'à l'ouverture aucun projet d'extension ne soit officiellement mentionné, le parc a été bâti de façon à pouvoir être étendu sans devoir effectuer de trop gros travaux sur l'existant. Ainsi, la partie extérieure a été enherbée et pourrait recevoir sans trop de difficultés la rivière rapide initialement prévue sur les plans. De la même manière, le 2e palier de la tour à toboggan donne sur un couloir se dirigeant vers un mur ; l'espace a déjà été prévu pour un toboggan supplémentaire. Également, le dernier niveau de la tour à toboggans comporte deux baies vitrées, l'une peu large pour un toboggan classique tandis que l'autre peut accueillir un toboggan à bouées. C'est ainsi qu'en bas de la tour à toboggan il existe un espace non utilisé pouvant accueillir un bassin de réception.

## Fréquentation
Dans une interview donnée mi-février 2019, alors que le parc présente les futurs toboggans aquatiques, Stefaan Lemay, directeur de Bellewaerde, indique tabler sur 200 000 visiteurs par an (Bellewaerde en reçoit quatre fois plus), dont 20 % de français.